# Astiphromma cordatum
Astiphromma cordatum là một loài tò vò trong họ Ichneumonidae.